# Intense
Intense is het vijfde studioalbum van de Nederlandse tranceartiest en dj Armin van Buuren. Het album werd uitgebracht op 3 mei 2013 en telt 15 nummers.
Er zijn vijf nummers van het album uitgebracht als single.
In Nederland bereikte het de 7e plek in de Album Top 100.
Op 12 november 2013 verscheen een uitgebreide versie van het album onder de naam Intense (The More Intense Edition), met remixen van John Ewbank, Andrew Rayel, W&W, Cosmic Gate, Tritonal, Ummet Ozcan en Ørjan Nilsen.

## Nummers
Het album bevat de volgende nummers:
| 1.                   | Intense                    | Miri Ben-Ari             | 8:47 |
| 2.                   | This Is What It Feels Like | Trevor Guthrie           | 3:23 |
| 3.                   | Beautiful Life             | Cindy Alma               | 6:08 |
| 4.                   | Waiting for the Night      | Fiora                    | 4:29 |
| 5.                   | Pulsar                     |                          | 6:31 |
| 6.                   | Sound of the Drums         | Laura Jansen             | 3:56 |
| 7.                   | Alone                      | Lauren Evans             | 4:03 |
| 8.                   | Turn This Love Around      | NERVO featuring Laura V. | 5:22 |
| 9.                   | Won't Let You Go           | Aruna                    | 6:35 |
| 10.                  | In 10 Years from Now       |                          | 0:56 |
| 11.                  | Last Stop Before Heaven    |                          | 6:27 |
| 12.                  | Forever is Ours            | Emma Hewitt              | 6:41 |
| 13.                  | Love Never Came            | Richard Bedford          | 7:00 |
| 14.                  | Who's Afraid of 138?!      |                          | 5:45 |
| 15.                  | Reprise                    | Bagga Bownz              | 3:12 |
| Totale duur: 1:19:11 |                            |                          |      |

## Medewerkers
- Armin van Buuren – componist, producent
- Benno de Goeij, NERVO, Jenson Vaughan - producenten
- Miri Ben-Ari, Trevor Guthrie, Cindy Alma, Fiora, Laura Jansen, Lauren Evans, Laura V., Aruna, Emma Hewitt, Richard Bedford - vocalisten